# 장기 칩
장기 칩(Organ on a chip)은 전자회로가 놓인 칩 위에 살아있는 특정 장기를 구성하는 세포를 배양함으로써, 해당 장기의 기능과 특성뿐만 아니라, 역학적, 생리적 세포반응을 모방하는 기술이다. 특정 장기의 세포운동이나 물리 화학적 반응의 메커니즘을 상세하게 연구할 수 있고, 또 신약개발이나, 독성평가에 대한 모델로서 이용될 것으로 기대 받고 있는 소재이다

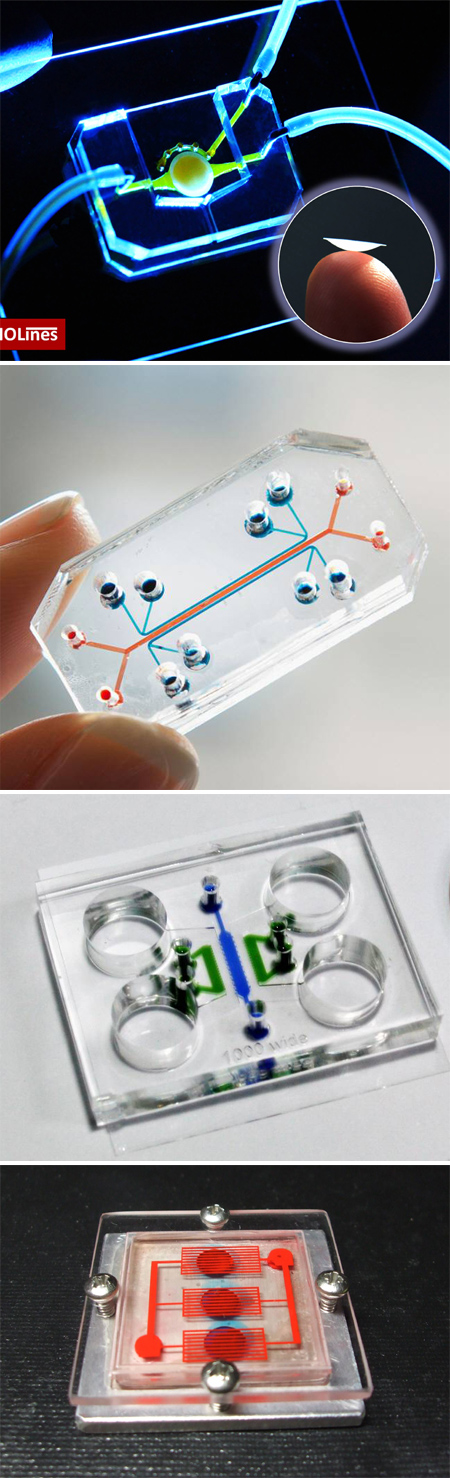
Organ on a chip.

전자회로는 장기 칩의 종류에 따라 역할이 다르지만, 공통적으로 장기내부의 모세혈관을 모방해주는 역할과, physiological response를 sensing 하여 데이터로 표출하는 역할을 수행한다. 폐 칩 에서는 media fluid system으로 체액과 공기의 흐름을 전자회로를 이용하여 체내를 모방하였고, 눈 칩 에서는 세포 종류 별로 구획화 하면서, 인공눈물을 정기적으로 공급하는데 전자회로가 이용된다.

## 역사
최초의 장기 칩은 2010년  허동은 펜실베니아대 바이오공학과 교수의 주관으로 미국 하버드 위스연구소(Wyss Institute)에서 개발한 약 3cm 가량의 작은 크기의 플라스틱 칩 위에 전자회로와 함께 폐 세포를 배양한 폐 칩이다.
마이크로 칩 제조 방법으로 전자회로가 깔린 칩 위에 미세 세포 배양 환경을 구축하여 관류 챔버 속에 살아있는 폐 세포와 혈관 세포를 배양함으로써 실제 폐처럼 허파꽈리와 모세혈관을 갖추고 산소와 이산화탄소를 교환하는 기능을 수행한다.
이 폐칩은 폐 관련 질환에 감염되어 질환의 진행상황을 그대로 묘하며 실시간으로 관찰이 가능하다. 심지어 단일 질환이 아닌, 화학요법의 부작용으로 유발된 합병증까지 모사할 수 있는 것으로 알려져 있다.
폐 칩 이후 장기 칩은 심장, 눈, 동맥, 신장 등 여러 모델이 개발되어 있으며, 장기의 세포운동이나 물리 화학적 반응의 메커니즘을 상세하게 연구할 수 있고, 또 신약개발이나, 독성평가에 대한 모델로서 이용될 것으로 기대 받고 있다.

## 장기 칩의 종류

### 대표적인 장기 칩의 종류
| 년 도 | 기 술 명         | 연 구 기 관 | 관 련 논 문                                                                                             |
| ----- | ---------------- | --- | --- |
| 2010  | Lung on a chip   | 미국 하버드대학 위스연구소 허동은교수팀                                                                                    | A Human Breathing Lung-on-a-Chip                                                                        |
| 2011  | Heart on a chip  | 미국 하버드대학 위스연구소 Kevin Kit Parker                                                                                | Ensembles of engineered cardiac tissues for physiological and pharmacological study: Heart on a chip†,‡ |
| 2014  | Eye on a chip    | 미국 펜실베니아대학 허동은교수팀                                                                                           | A HUMAN BLINKING 'EYE-ON-A-CHIP'                                                                        |
| 2016  | Kidney on a chip | 네덜란드 Division of Pharmacology, Utrecht Institute for Pharmaceutical Sciences, Utrecht University Rosalinde Masereeuw팀 | Kidney-on-a-Chip Technology for Drug-Induced Nephrotoxicity Screening                                   |

### Lung on a chip
폐 칩은 최초의 장기 칩으로서, 2010년 미국 하버드대학의 위스 연구소(Wyss Institute)에서 허동은 펜실베니아 교수주관으로 개발되었다. 칩 위에 전자회로를 설치하고,
폐 세포와 모세혈관 세포를 배양하면서 폐 세포에 진공펌프를 이용하여 물리적으로 호흡을 모사하는 팽창, 수축운동을 반복적으로 조성해주었고, 모세혈관 세포영역에는
혈액을 모사하는 배양액을 흐르게 하여 산소공급과 영양분, 노폐물 교환기능을 모방하였다.
투명한 칩을 통해 호흡간 허파꽈리의 운동을 실시간으로 관찰할 수 있다.

### Heart on a chip
심장 칩은 2011년 미국 하버드대학의 위스 연구소(Wyss Institute)에서 Kevin Kit Parker 연구팀에 의해 개발되었다.
심근, 심혈관 관련 질환 연구에 이용되며, 신약개발분야에서도 이용되고 있다.

### Eye on a chip
망막 칩 또한 허동은 교수 주관하에 2014년 미국 펜실베니아대학 연구팀에 의해 개발되었다.
스스로 깜빡이는 세포운동을 수행하며, 패턴이 각인 된 칩위에 망막세포를 배양함으로써 구축한 모델이다.

## 기술의 응용 범위

### 동물실험의 대체
현재까지 동물실험에 의존적이었던 신약개발과 독성평가 연구 부문에서는 일부 동물실험을 대체할 수 있을 것으로 전망되며, 인간과 다른 동물이 아닌 실제 인간의 세포에서 반응을 관찰 할 수 있다는 점에서 비교우위에 있다고 평가되고 있다. 사람을 대상으로 한 임상시험의 절차 또한 인공장기의 개발로 대체가 가능할 것으로, 비용과 시간적으로 상당히 단축 할 수 있다.

### 체내 세포활동 연구
기존의 2D 배양이나 3D 배양시스템으로 재현할 수 없었던 장기의 약물이나, 화학물질 등에 의한 반응활동을 세포 수준이 아닌, 조직, 장기 수준의 반응을 연구할 수 있다.
또, 다종의 조직 혹은 장기 세포를 동시에 배양하는 Multi organs on a chip 기술을 이용하면, 다종의 세포 혹은 조직간의 물리 화학적 세포 환경과 상호작용을 구현할 수 있으며, 체내 혈관을 실제 장기 수준으로 구축하였다는 점에서 기존의 방법에 비해 더욱 신체를 모방하는 모델로서 주목되고 있다. 각 장기의 역할이나 기능에 대하여 타 장기나 조직이 어떠한 영향을 미치는지, 더 고차원적인 연구가 가능해졌다고 평가받는다.

### 질환 메커니즘 연구
장기 칩은 특정 장기에 발병되는 질환의 정확한 진행상황을 실시간으로 관찰하고, 연구함으로써 정확한 치료법을 찾는데에 이용할 수 있는 질환 모델로서 사용될 수 있다.

### 신약 스크리닝
질환이 발병된 장기세포를 이용하여, 어떠한 신약에 대한 유효성과 효과를 인체에 대한 실험과 유사한 수준으로 연구가 가능하다. 이는 동물실험의 대체가능성과 직결되며, 상당한 비용적, 시간적 단축 효과와 함께 윤리문제 또한 해결할 수 있을것으로 기대된다.

### 줄기세포와 환자 맞춤형 의료기술로의 응용
줄기세포 기술의 발전과 함께, 미래 의료의 패러다임을 따라 환자 개인 맞춤형 치료제의 개발에도 큰 역할을 할 것으로 전망된다. 환자의 세포를 리프로그래밍하여 유도만능줄기세포를 만든 후 특정 장기세포로 분화시키면, 환자의 유전, 질환정보를 그대로 담고있는 장기세포가 된다. 이를 장기칩 기술에 응용하면 환자에 맞는 신약을 찾거나, 치료법을 개발하는데 응용될 것으로 기대된다.

## 참고자료
- [Organ on a chip][23]